# هوجي فورتينا
هوجي فورتينا (بالإنجليزية: Hoji Fortuna)‏ (مواليد 4 سبتمبر 1974)، هُو مُمثل أنغولي.

## وصلات خارجية
- هوجي فورتينا على موقع IMDb (الإنجليزية)
- هوجي فورتينا على موقع ألو سيني (الفرنسية)
- هوجي فورتينا على موقع أول موفي (الإنجليزية)
- هوجي فورتينا على موقع قاعدة بيانات الفيلم (الإنجليزية)
- هوجي فورتينا على موقع كينوبويسك (الروسية)